# Somos El Mundo
„Somos El Mundo” – singel charytatywny wykonany w 2010 roku przez formację Artists for Haiti, którego celem było zebranie pieniędzy na pomoc dla ofiar trzęsienia ziemi na Haiti. Jest to hiszpańskojęzyczna wersja singla „We Are the World”. Premiera utworu odbyła się 1 marca 2010 roku.

## Lista wykonawców
Dyrygenci
- Emilio Estefan
- Gloria Estefan
- Quincy Jones

Soliści (w kolejności pojawiania się)
- Juanes
- Ricky Martin
- José Feliciano
- Vicente Fernández
- Luis Enrique
- Anthony Santos
- Pee Wee
- Belinda
- El Puma
- Banda El Recodo
- Shakira
- Thalía
- Jenni Rivera
- Tito El Bambino
- Kany García
- Luis Fonsi
- Jon Secada
- Willy Chirino
- Lissette
- Ana Bárbara
- Gilberto Santa Rosa
- Juan Luis Guerra
- David Archuleta
- Cristian Castro
- Ednita Nazario
- Paquita la del Barrio
- Ricardo Montaner
- Gloria Estefan
- Luis Miguel
- Chayanne
- Olga Tañón
- Natalia Jiménez
- Paulina Rubio
- Melina León
- Pitbull
- Taboo
- Daddy Yankee

Chór
- A.B. Quintanilla
- Alacranes Musical
- Alejandro Fernández
- Aleks Syntek
- Alexandra Cheron
- Andy García
- Angélica María
- Angélica Vale
- Arthur Hanlon
- Carlos Santana
- Christian Chávez
- Cristina Saralegui
- Diana Reyes
- Eddy Herrera
- Eiza González
- Emily Estefan (gitara)
- Enrique Iglesias
- Fernando Villalona
- Flex
- Fonseca
- Gloria Trevi
- Jencarlos Canela
- Johnny Pacheco
- Jorge Celedón
- Jorge Moreno
- Jorge Villamizar
- Joselyn
- La Arrolladora Banda El Limón
- Kat DeLuna
- K-Paz de la Sierra
- Lena
- Lucero
- Luz Rios
- Marc Anthony
- Miguel Bosé
- Milly Quezada
- Montez de Durango
- Ojeda
- Patricia Manterola
- Rey Ruiz
- Sergio Mayer
- Wisin & Yandel